# Lamelouze
 Lamelouze  es una población y comuna francesa, en la región de Languedoc-Rosellón, departamento de Gard, en el distrito de Alès y cantón de La Grand-Combe.

## Demografía
| 105 | 105 | 81 | 72 | 79 | 86 |
| Para los censos de 1962 a 1999 la población legal corresponde a la población sin duplicidades (Fuente: INSEE [Consultar]) |     |    |    |    |    |